# Dimanche fatal
 (octobre 2023).
Si vous disposez d'ouvrages ou d'articles de référence ou si vous connaissez des sites web de qualité traitant du thème abordé ici, merci de compléter l'article en donnant les références utiles à sa vérifiabilité et en les liant à la section « Notes et références ».
Dimanche fatal (titre original : Lord Sunday) est le septième et dernier tome de la série littéraire pour la jeunesse Les Sept Clefs du pouvoir, écrite par l'Australien Garth Nix. Il est paru en Australie en février 2010 et a été traduit en français plus tard dans l'année.